# Panagiotis Kone
Panagiotis Giorgios Kone (griechisch Παναγιώτης Γεωργίου Κονέ, albanisch Panajot Gjergji Koni, * 26. Juli 1987 in Tirana) ist ein griechischer ehemaliger Fußballspieler. Seine bevorzugte Position war das offensive Mittelfeld.

## Karriere

### Im Verein
Der Sohn griechischer Eltern aus Tirana spielte in der Jugend für Olympiakos Piräus und des französischen Klubs RC Lens. Ab 2005 gehörte er zum Profikader von AEK Athen, wo er zu seinen ersten Einsätzen in der Super League kam. Zur Saison 2008/09 wechselte er zu Iraklis Thessaloniki. Dort blieb er zwei Jahre lang und wechselte dann zu Brescia Calcio, mit dem er in der Saison 2010/11 den Klassenerhalt in der Serie A verfehlte und in die Serie B abstieg. Kone wurde für die folgende Saison jedoch an den FC Bologna ausgeliehen und blieb damit in der Serie A. 2012 verpflichtete ihn der FC Bologna fest. Am 13. August 2014 wechselte der Grieche für 4,5 Millionen Euro vom FC Bologna zum italienischen Erstligisten Udinese Calcio. Am 1. Februar 2016 wurde Kone an den AC Florenz verliehen. Nach nur einer Partie für die Fiorentina kehrte Kone nach Udine zurück, kam dort jedoch in der Hinrunde der Saison 2016/17 nur zu fünf Einsätzen. Im Januar 2017 wurde Kone an den FC Granada verliehen. Danach folgte eine Leihe zu AEK Athen. Im Sommer 2019 wechselte er nach Australien in die A-League zu Western United. Nach einer Spielzeit beendete er seine Karriere.

### Nationalmannschaft
Panagiotis Kone spielte sowohl für die griechische U-19 als auch für die U-21-Nationalmannschaft.
Er debütierte am 17. November 2010 beim Freundschaftsspiel gegen Österreich in der griechischen A-Nationalmannschaft.